# Hipponax
Hipponax (Grieks: Ἱππῶναξ) was een Grieks jambisch dichter uit de 6e eeuw v.Chr.
Hipponax werd geboren in Ephesos (Klein-Azië), in 6e eeuw v.Chr. Naderhand week hij uit naar Klazomenai. Hipponax leefde in armoedige omstandigheden als een bohemien, in het gezelschap van de lagere klassen. Hij raakte ooit verliefd op een kroegdeerne met de veelzeggende naam Arete (= Deugdzaamheid).
Hipponax experimenteerde met de vorm van de jambe, en wordt beschouwd als de uitvinder van de hinkjambe (= 1 jambe + 1 jambe + 1 trochee). Zijn rauwe leven als verlopen poëet bezong hij in zijn gedichten. Een ander thema is het ogenblikkelijke genot hier en nu. Hoewel men hem in de Oudheid bewonderde om zijn realisme en zijn snedigheid, vond men zijn verzen later in de alexandrijnse tijd toch té scherp, te plebejisch, te vulgair.

## Roman
Jan van Aken schreef een roman over de dichter: Koning voor een dag (2008, ISBN 9789021434155).
- Bibsys: 90201160
- Biblioteca Nacional de España: XX1772125
- Bibliothèque nationale de France: cb12024829r (data)
- Catàleg d'autoritats de noms i títols de Catalunya: 981058596416306706
- Gemeinsame Normdatei: 118705156
- International Standard Name Identifier: 0000 0003 8187 7578
- Library of Congress Control Number: n84058405
- Nationale Bibliotheek van Tsjechië: xx0155117
- Nationale bibliotheek van Australië: 36034095
- Nationale Bibliotheek van Israël: 987007277308505171
- Nederlandse Thesaurus van Auteursnamen: 069746486
- Réseau des bibliothèques de Suisse occidentale: 02-A003373665
- Istituto Centrale per il Catalogo Unico: RAVV062798
- LIBRIS: 190904
- Système universitaire de documentation: 028407261
- Trove: 1194782
- Virtual International Authority File: 262487413